# Rafał Tadeusz Neronowicz Szpilowski
Rafał Tadeusz Neronowicz Szpilowski herbu Ostrogski (zm. w 1758 roku) – sędzia pograniczny mścisławski w latach 1755–1758, pisarz grodzki mścisławski w latach 1730–1733, horodniczy mścisławski w latach 1728–1758, starosta łarjanowski w 1733 roku.
Jako poseł na sejm konwokacyjny 1733 roku z województwa mścisławskiego był członkiem konfederacji generalnej zawiązanej 27 kwietnia 1733 roku na tym sejmie. Jako poseł na sejm elekcyjny 1733 roku i deputat województwa mścisławskiego podpisał pacta conventa Stanisława Leszczyńskiego.